# La perla del cinema
La perla del cinema è un film muto italiano del 1916 diretto e interpretato da Giuseppe De Liguoro.